# Nicolas Jalabert

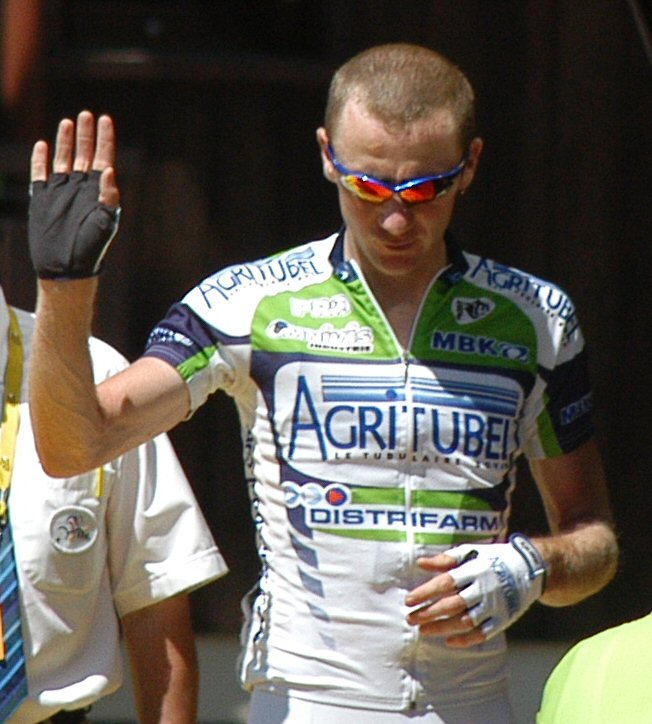
Nicolas Jalabert al Tour de França de 2007

Nicolas Jalabert   (Masamet, 13 d'abril de 1973) va ser un ciclista francès professional entre 1995 i 2009. Sempre a l'ombra de son germà, Laurent Jalabert, en el seu palmarès sols destaca la Copa de França de ciclisme de 1997.

## Palmarès
- 1994
  - 1r a la París-Tours Espoirs
- 1995
  - 1r a la Mi-août bretonne
- 1996
  - 1r al Gran Premi de la vila de Rennes
  - Vencedor d'una etapa del Tour de l'Avenir
- 1997
  - 1r a la Copa de França de ciclisme
  - 1r al Gran Premi de la vila de Rennes
  - 1r a la Ruta Adèlia
- 2002
  - Vencedor d'una etapà del Tour de Poitou-Charentes
- 2003
  - 1r a la Volta a la Baixa Saxònia
- 2007
  - 1r a la Clàssica Loira Atlàntic

### Resultats al Tour de França
- 1997. 135è de la classificació general
- 1998. 49è de la classificació general
- 2000. Abandona
- 2001. 115è de la classificació general
- 2003. 106è de la classificació general
- 2004. 82è de la classificació general
- 2005. 138è de la classificació general
- 2006. 103è de la classificació general
- 2007. 114è de la classificació general
- 2008. Abandona (14a etapa)

### Resultats a la Volta a Espanya
- 1999. Abandona (11 etapa)
- 2004. Abandona (10a etapa)
- 2006. Abandona (9a etapa)